# Yquebeuf
Yquebeuf és un municipi francès situat al departament del Sena Marítim i a la regió de Normandia. L'any 2007 tenia 242 habitants.

## Demografia

### Població
El 2007 la població de fet de Yquebeuf era de 242 persones. Hi havia 80 famílies de les quals 8 eren unipersonals (4 homes vivint sols i 4 dones vivint soles), 32 parelles sense fills i 40 parelles amb fills.
La població ha evolucionat segons el següent gràfic:
Habitants censats

### Habitatges
El 2007 hi havia 84 habitatges, 81 eren l'habitatge principal de la família i 3 eren segones residències. 82 eren cases i 1 era un apartament. Dels 81 habitatges principals, 73 estaven ocupats pels seus propietaris i 8 estaven llogats i ocupats pels llogaters; 4 tenien dues cambres, 3 en tenien tres, 14 en tenien quatre i 60 en tenien cinc o més. 74 habitatges disposaven pel capbaix d'una plaça de pàrquing. A 33 habitatges hi havia un automòbil i a 45 n'hi havia dos o més.

### Piràmide de població
La piràmide de població per edats i sexe el 2009 era:
| Homes | Edats   | Dones |
| ----- | ------- | ----- |
| 0     | 95 o +  | 4     |
| 0     | 90 a 94 | 20    |
| 0     | 85 a 89 | 4     |
| 4     | 80 a 84 | 0     |
| 0     | 75 a 79 | 0     |
| 4     | 70 a 74 | 0     |
| 4     | 65 a 69 | 8     |
| 12    | 60 a 64 | 4     |
| 8     | 55 a 59 | 4     |
| 8     | 50 a 54 | 0     |
| 8     | 45 a 49 | 12    |
| 12    | 40 a 44 | 12    |
| 0     | 35 a 39 | 4     |
| 8     | 30 a 34 | 4     |
| 4     | 25 a 29 | 4     |
| 4     | 20 a 24 | 0     |
| 8     | 15 a 19 | 12    |
| 8     | 10 a 14 | 12    |
| 0     | 5 a 9   | 16    |
| 0     | 0 a 4   | 4     |

## Economia
El 2007 la població en edat de treballar era de 154 persones, 115 eren actives i 39 eren inactives. De les 115 persones actives 113 estaven ocupades (61 homes i 52 dones) i 2 estaven aturades (2 dones i 2 dones). De les 39 persones inactives 9 estaven jubilades, 17 estaven estudiant i 13 estaven classificades com a «altres inactius».

### Ingressos
El 2009 a Yquebeuf hi havia 81 unitats fiscals que integraven 230 persones, la mediana anual d'ingressos fiscals per persona era de 24.615 €.

### Activitats econòmiques
Dels 8 establiments que hi havia el 2007, 1 era d'una empresa de construcció, 2 d'empreses de comerç i reparació d'automòbils, 2 d'empreses financeres, 1 d'una empresa immobiliària i 2 d'empreses de serveis.
Dels 3 establiments de servei als particulars que hi havia el 2009, 2 eren tallers de reparació d'automòbils i de material agrícola i 1 lampisteria.
L'any 2000 a Yquebeuf hi havia 10 explotacions agrícoles que ocupaven un total de 834 hectàrees.

## Poblacions més properes
El següent diagrama mostra les poblacions més properes.